# Wells Fargo Plaza
Wells Fargo Plaza is een wolkenkrabber aan 1000 Louisiana Street in Houston, Verenigde Staten. De bouw van de kantoortoren begon in 1979 en werd in 1983 voltooid. Het gebouw werd door de aannemer Miner-Turner J.V. opgeleverd als het het Allied Bank Plaza. In 1988 werd de naam veranderd tot het First Interstate Bank Plaza. Toen het gebouw in 1983 werd getroffen door orkaan Alicia getroffen, liep het minimale schade op, dit in tegenstelling tot de naburige wolkenkrabbers.

## Ontwerp
Wells Fargo Plaza is 302,37 meter hoog en heeft 428 parkeerplaatsen. Het telt 71 bovengrondse en 4 ondergrondse verdiepingen. Het gebouw heeft een totale oppervlakte van 170.362 vierkante meter. Het is het hoogste totaal met glas beklede gebouw op het westelijk halfrond. Volgens de lokale bevolking was het gebouw zo ontworpen, dat het vanuit de lucht op het dollarteken zou lijken. Dit is volgens architect Richard Keating niet waar.

## Galerij

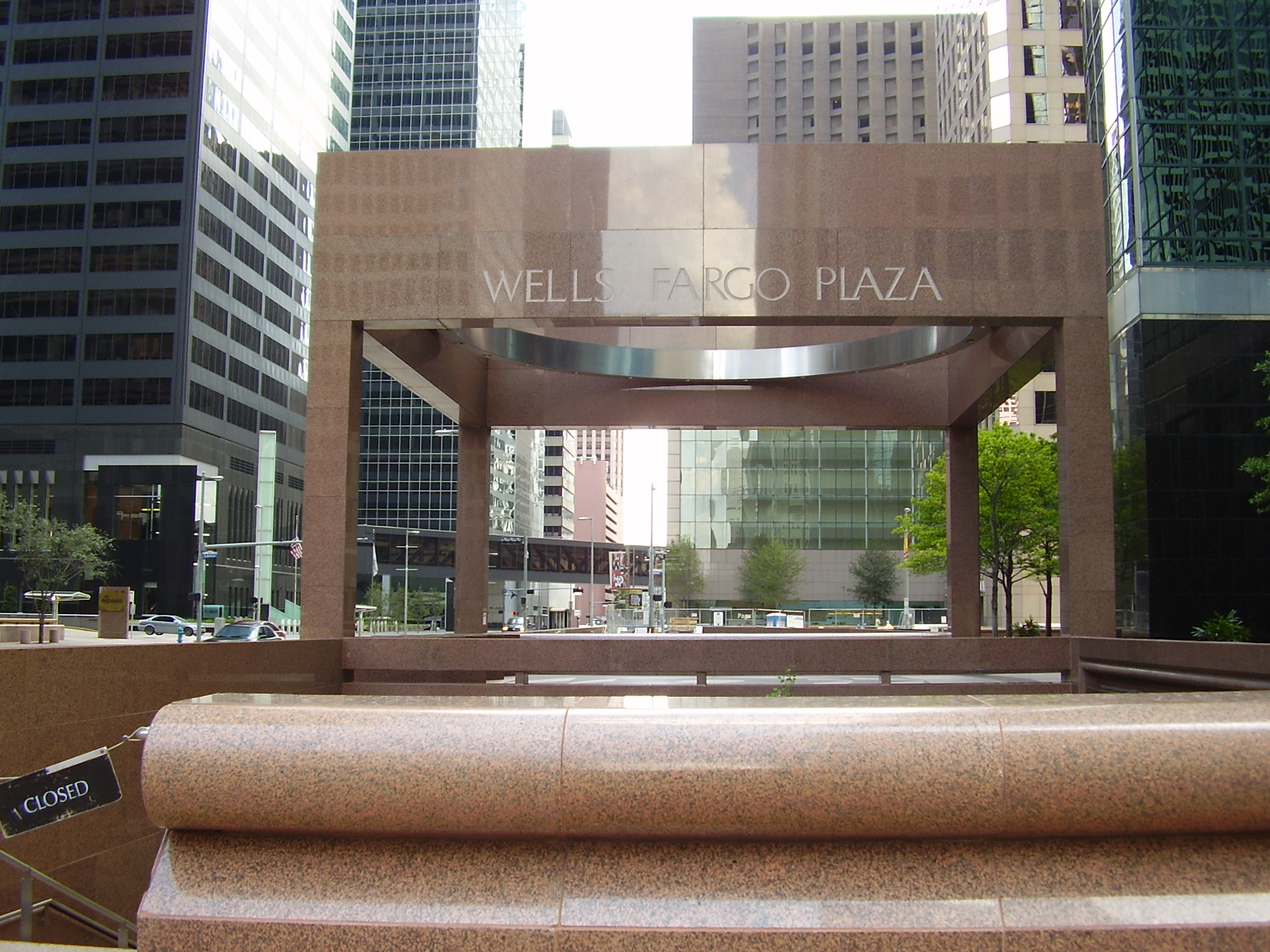
Ingang naar Wells Fargo Plaza
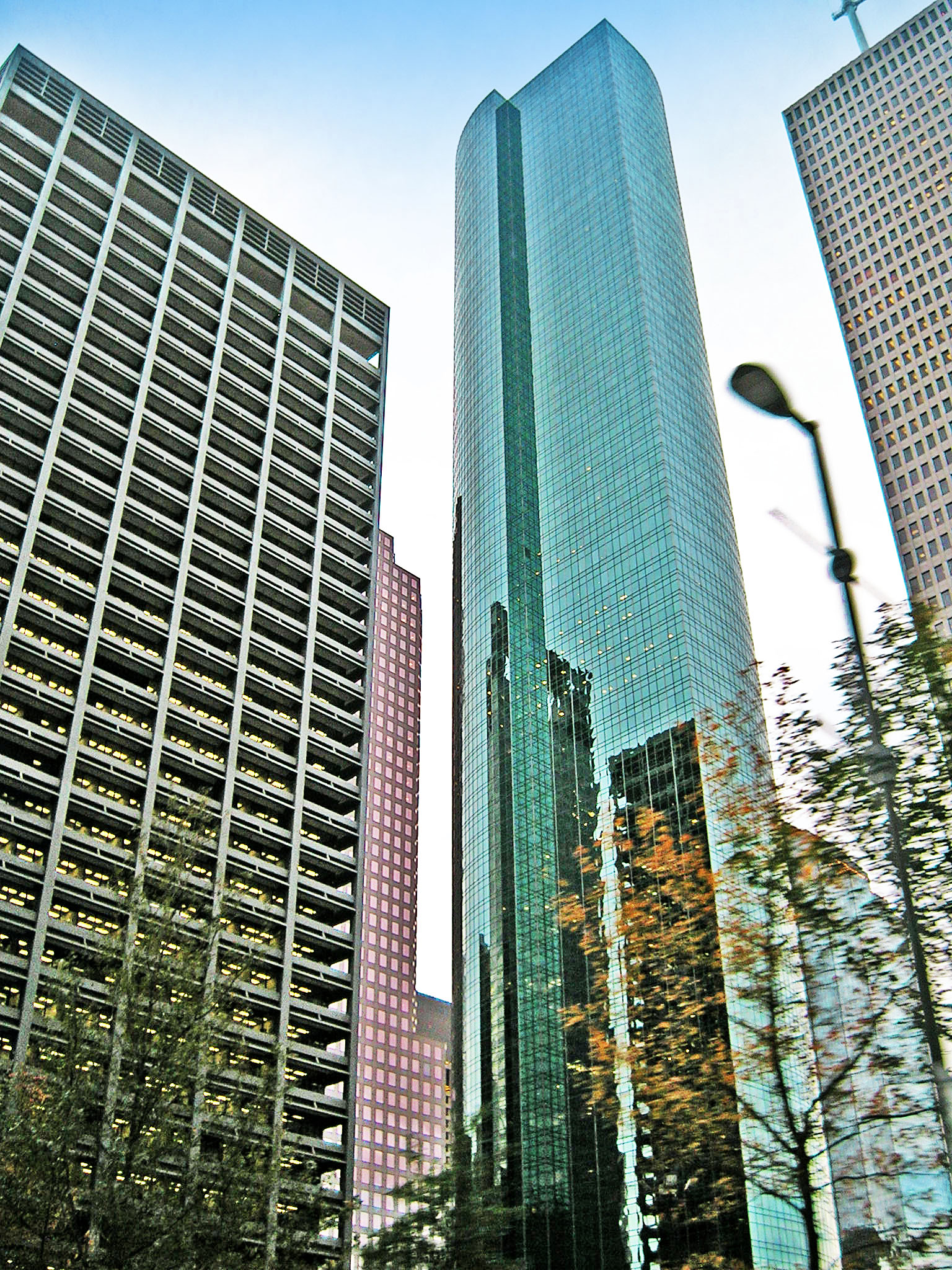
Wells Fargo Plaza vanuit een andere hoek gezien
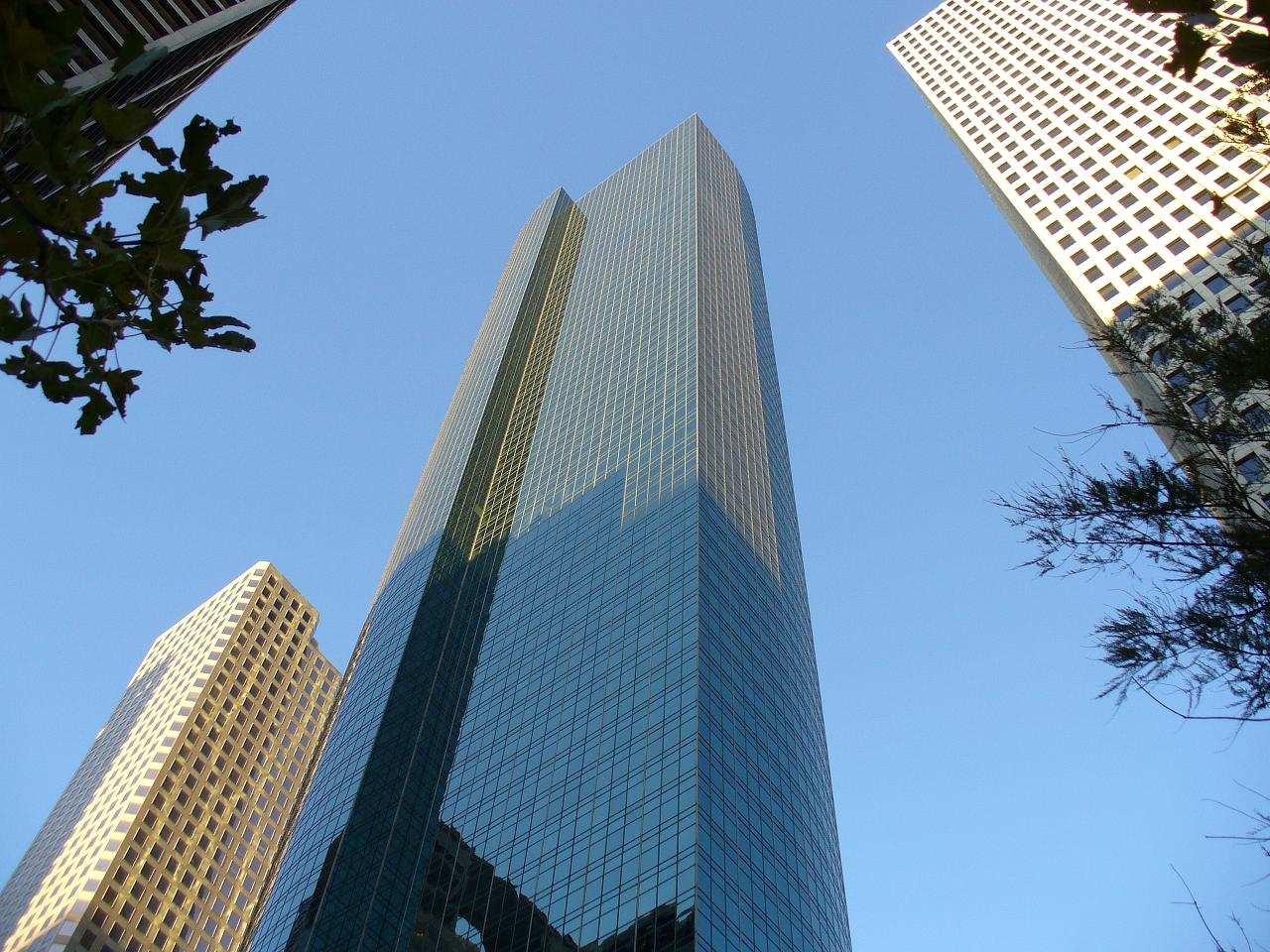
Wells Fargo Plaza vanaf de basis gezien